# Болгарский алфавит
Болга́рский алфави́т — кириллический алфавит болгарского языка. Включает 30 букв — по сравнению с русским, в нём отсутствуют буквы Ё, Ы, Э.

## Алфавит
| А а | Б б | В в | Г г | Д д | Е е | Ж ж |
| З з | И и | Й й | К к | Л л | М м | Н н |
| О о | П п | Р р | С с | Т т | У у | Ф ф |
| Х х | Ц ц | Ч ч | Ш ш | Щ щ | Ъ ъ | Ь ь |
| Ю ю | Я я |     |     |     |     |     |

Наиболее существенные отличия болгарского алфавита от русского:
- Буква Е обозначает гласный звук [ɛ]. Йотация данного звука в отличие от большинства славянских языков утрачена, и при необходимости показать йотированный Е, пишут ЙЕ, например, в диалектной лексике или иностранных словах и именах собственных.
- Буква Щ произносится как ШТ, например, «поща» читается как пошта (почта);
- Буква Ш, ввиду отсутствия фонемы [ɪ], имеет отличающееся от русского языка произношение в слоге ШИ, в котором «И» (читаемая в русском языке как ы) поддаётся смягчению. Таким образом, слог читается как щи;
- То же самое со слогом ЖИ (читается как "Ж" в слове "позЖе").
- Буква Ъ обозначает специфический короткий гласный звук (похожий на шва), который может быть как безударным [ɐ] (мъжа), так и ударным [ɤ̞] (път).
- Болгарский алфавит, в отличие от русского, не располагает разделительными знаками, отделяющими согласную от йотированной гласной (даже в иноязычных словах), то есть Я и Ю после согласного могут как обозначать его мягкость, так и произноситься йотированно, не смягчая согласного (к примеру, нет письменного разделения между -тья и -тя или -тью и -тю, но на чтении они отображаются). Раздельное чтение йотированной гласной и согласной может указываться буквой И в некоторых словах — например СТАТИЯ.
- Буква Ь являет собой исключительно фонетический инструмент, смягчающий согласные перед О; в начале слов в той же роли служит буква Й. Отображение мягкости согласных при помощи Ь на конце слога или слова, как в русском языке, в литературном болгарском не принято и считается ошибкой, однако в диалектной лексике, в поэзии или старинных текстах, песнях, такое написание может встречаться.
- Буквосочетание ДЖ обозначает соответствующую аффрикату [ʤ] (аналогично и ДЗ в диалектах), в то время как в русском используется совокупность чётко разделённых [d] и [ʒ];

## История
Создание письменности на старославянском языке связано с деятельностью миссионеров братьев Кирилла и Мефодия в процессе крещения славян.

Болгарская клавиатурная раскладка

Введённый в 1708 году гражданский шрифт был адаптирован к болгарскому языку к концу XVIII века. В дальнейшем использовались разные варианты кириллического алфавита, а к 1870 году наиболее распространённым стал алфавит из 32 букв, предложенный М. Дриновым.
В 1899 году была принята первая официальная болгарская орфография, в основу которой легла орфография М. Дринова, доработанная министром просвещения Т. Иванчовым. В 1921 году при правительстве А. Стамболийского была проведена реформа болгарского алфавита, разработанная С. Омарчевским. Была отменена буква Ѣ (заменена на Е и Я), отменены буквы Ъ и Ь в конце слов, мягкость согласной перед О стала обозначаться буквой Й, буква Ѫ сохранялась. Однако уже в 1923 году право-консервативное правительство А. Цанкова отменило эту реформу и вернулось к орфографии 1899 года. Вместе с тем подпольная коммунистическая пресса продолжала пользоваться орфографией Омарчевского.
В болгарской диаспоре в СССР в 1920-х годах использовалась орфография, близкая к орфографии Омарчевского, при этом вместо буквы Ѫ применялась Ъ. Летом 1930 года орфография советских болгар была стандартизирована. В отличие от современной болгарской орфографии она не применяла букву Ь — мягкость согласного перед гласным обозначалась буквой Й между ними. Авторами этой орфографии были Д. П. Дринов и Г. Бакалов. В 1933 году в эту орфографию были внесены небольшие изменения.
Реформа 1945 года, проведённая болгарским правительством, отменила две буквы — Ѣ и Ѫ. Буква Ѣ была заменена на Я или Е, Ѫ — на Ъ. Реформа 1945 года исключила также буквы Ъ и Ь на конце слов (в отличие от русской дореформенной орфографии, где немым был только конечный Ъ, в болгарской письменности немым был и Ь, так как конечные согласные отвердели).

## Алфавит банатских болгар
Для записи языка банатских болгар, живущих в Румынии и Сербии, используются латинский алфавит:
| Латинский алфавит банатских болгар Кириллица (эквивалент) МФА | А а А /a/        | B b Б /b/ | C c Ц /ts/        | Č č Ч /tʃ/ | Ć ć Кь (Ќ) /kʲ/ | D d Д /d/     | Dz dz Дз (Ѕ) /dz/ | Dž dž Дж (Џ) /dʒ/ | E e Е /ɛ/         | É é Ѣ /e/ |           |           |
| Латинский алфавит банатских болгар Кириллица (эквивалент) МФА | F f Ф /f/        | G g Г /ɡ/ | Gj gj Гь (Ѓ) /ɡʲ/ | H h Х /h/  | I i И /i/       | J j Й , Ь /j/ | K k К /k/         | L l Л /l/         | Lj lj Ль (Љ) /lʲ/ | M m М /m/ | N n Н /n/ |           |
| Латинский алфавит банатских болгар Кириллица (эквивалент) МФА | Nj nj Нь (Њ) /ɲ/ | O o О /ɔ/ | Ô ô Ъ /ъ/         | P p П /p/  | R r Р /r/       | S s С /s/     | Š š Ш /ʃ/         | T t Т /t/         | U u У /u/         | V v В /v/ | Z z З /z/ | Ž ž Ж /ʒ/ |